# Res Historica
Res Historica – recenzowane czasopismo naukowe wydawane przez Instytut Historii Uniwersytetu Marii Curie-Skłodowskiej w Lublinie. Czasopiśmie jest notowane na liście The European Reference Index for the Humanities (10 pkt w 2013). Redaktorem naczelnym jest dr hab. Dariusz Słapek, dyrektor IH UMCS. Czasopismo ukazuje się od roku 1997.
Czasopismo zostało założone z inicjatywy Tadeusza Radzika, jako organ naukowy Instytutu Historii UMCS. Początkowo ukazywało się jako zeszyty monotematyczne. Od tomu 21 czasopismo ma charakter półrocznika o problematyce ogólnohistorycznej. Dotychczas funkcję przewodniczącego Rady Naukowej czasopisma sprawowali: Tadeusz Radzik(1997-2004), Henryk Gmiterek (2004-2010) oraz Robert Litwiński (2011-2012). Od 2012 r. przewodniczącym jest Dariusz Słapek.